# Alper Tursun
Alper Tursun (* 13. Juni 1993 in London) ist ein türkischer Fußballspieler.

## Karriere
Tursun begann seine Karriere bei Alanyaspor, als er zur Saison 2011/12 seinen ersten Profivertrag bekam. Zuvor war er schon für die Jugend und die zweite Mannschaft (Alanyaspor A2) aktiv. Bei Alanyaspor besitzt er einen Vertrag bis 2017. Sein Debüt in der TFF 2. Lig gab Tursun am 16. September 2012 im Heimspiel gegen Ofspor.
Für die Saison 2015/16 wurde er an Ankara Demirspor ausgeliehen.